# Régis Bergeron
Pour les articles homonymes, voir Bergeron.
Régis Bergeron est un journaliste, écrivain et homme politique français, né le 13 avril 1923 aux Écrennes (Seine-et-Marne) et mort le 23 novembre 2007 à Montreuil (Seine-Saint-Denis).
Journaliste communiste, longtemps affilié au Parti communiste français, il a notamment publié plusieurs ouvrages consacrés à l'histoire de la Chine et du cinéma chinois au XXe siècle.

## Biographie

### Origines et formation
Originaire d'un petit village de Seine-et-Marne, où son père est maréchal-ferrant et futur maire au moment du Front populaire, Régis Bergeron, bachelier, fait deux années d'études juridiques à Paris, tout en étant surveillant d'internat. Il a 20 ans en 1943 et, refusant le STO, il rejoint les FTP. À la Libération, il fait partie du Comité départemental de libération de Seine-et-Marne. Il adhère au Parti communiste français en 1944.

### Carrière
Patronné par Laurent Casanova, un des dirigeants nationaux du PCF, dont il est le secrétaire particulier, Régis Bergeron  commence une carrière de journaliste en 1946 à Ce soir. Il collabore ensuite à divers organes de la presse communiste :Les Lettres françaises, et L'Humanité, dont il devient chef de la rubrique culturelle avant d'en être écarté à la demande d'André Wurmser à la suite de la publication d'une critique favorable d'un ouvrage de Claude Roy.
Il appartient au comité de rédaction de La Nouvelle Critique, puis il devient rédacteur à l'hebdomadaire France Nouvelle.
Il effectue un séjour en Chine de 1959 à 1961, au cours duquel il enseigne la littérature française à l'université de Pékin et se lie avec quelques personnalités, dont l'écrivain Lao She.
Rédacteur en chef de France nouvelle à son retour, en 1964, il crée à Paris la librairie Le Phénix qui importe des livres de Chine et diffuse de nombreux ouvrages consacrés à ce pays et à la langue chinoise.
Régis Bergeron rompt avec le PCF en 1965 et participe à la fondation du Parti communiste marxiste-léniniste de France (PCMLF), une des organisations se réclamant en France du Maoïsme. Il est notamment rédacteur en chef de L'Humanité nouvelle entre 1965 et 1968.
Il a publié plusieurs ouvrages consacrés à l'histoire du cinéma chinois.

### Mort
Regis Bergeron meurt le 23 novembre 2007 à Montreuil.

## Publications
- Révolution et expansion de la Chine, CAL, 1969
- Le Cinéma chinois : 1905-1949, éditions Alfred Eibel, 1977
- Le Cinéma chinois : 1949-1983 (en 3 volumes), L’Harmattan, 1983
- Le Cinéma chinois : 1984-1997, Institut de l’image, Aix-en-Provence, 1997
- Hier dans les yeux, éditions des Écrivains, 2001
- Le Bâton de vieillesse, éditions des Écrivains, 2002